# 張文翰
張 文翰（朝鮮語: 장문한）は、李氏朝鮮の文官であり、朝鮮氏族の太原張氏の始祖である。
李氏朝鮮の明宗21年に文科に及第、居昌県監を務めた。
張福謹（居昌県監・宗廟令を務めた）の子である。